# 葡萄牙足球乙级联赛
葡萄牙足球乙级联赛（葡萄牙語：Terceira Liga de Portuguesa），是葡萄牙足球联赛系统的第 3 級別，2006年以前，該聯賽被稱為“Segunda Divisão B”。葡萄牙足球乙级联赛曾在葡萄牙足球聯賽的第二級別，但1990-91年度葡萄牙足球總會加入了葡萄牙足球甲级联赛（葡萄牙足球荣誉联赛），使它成為葡萄牙足球聯賽的第三級別。
葡萄牙足球聯賽第三級改制，更名為葡萄牙足球錦標聯賽，在2012-13年度葡萄牙乙級聯賽為最後球季。
但2020-21球季前，因受COVID-19疫情影響，葡萄牙足總緊急招開會議商議未來聯賽事宜，宣佈重新設立葡萄牙足球乙級聯賽為第三級。